# Élections législatives karatchaiévo-tcherkesses de 2019
Les élections législatives karatchaiévo-tcherkesses de 2019 ont lieu le 8 septembre 2019 en Karatchaïévo-Tcherkessie afin de renouveler les membres de l'assemblée nationale de cette république de Russie.
Malgré un léger recul, le parti au pouvoir  Russie unie conserve une large majorité absolue.

## Mode de scrutin
L'assemblée nationale de la république de Karatchaïévo-Tcherkessie est composée d'un total de 50 sièges pourvus tous les cinq ans au scrutin proportionnel plurinominal avec un seuil électoral de 5 %. Pour pouvoir concourir aux élections, les partis doivent préalablement recueillir les signatures de soutien de 0,5 % du total des électeurs inscrits sur les listes électorales. En 2019, ce pourcentage représente environ 1500 électeurs. Les partis enregistrés au niveau national sont dispensés de cette condition,.

## Résultats
|                          |                          |         |       |        |               |  |  |  |  |
| Partis                   | Partis                   | Voix    | %     | Sièges | +/-           |  |  |  |  |
|                          | Russie unie              | 132 421 | 65,04 | 34     | 3             |  |  |  |  |
|                          | Parti communiste         | 24 785  | 12,17 | 6      | 1             |  |  |  |  |
|                          | Russie juste             | 12 611  | 6,19  | 3      | en stagnation |  |  |  |  |
|                          | Patriotes de Russie      | 12 072  | 5,93  | 3      | en stagnation |  |  |  |  |
|                          | Plateforme civique       | 10 436  | 5,13  | 2      | 2             |  |  |  |  |
|                          | Parti libéral-démocrate  | 10 269  | 5,04  | 2      | en stagnation |  |  |  |  |
|                          | Votes blancs et nuls     | 1 018   | 0,50  |        |               |  |  |  |  |
|                          |                          |         |       |        |               |  |  |  |  |
| Total                    | Total                    | 203 612 | 100   | 50     | en stagnation |  |  |  |  |
| Abstentions              | Abstentions              | 91 200  | 20,94 |        |               |  |  |  |  |
| Inscrits / participation | Inscrits / participation | 294 812 | 69,07 |        |               |  |  |  |  |